# Mugnone
Il Mugnone è un torrente toscano, tributario di destra dell'Arno.

## Percorso
Nasce presso Vetta alle Croci, nelle colline a nord est di Firenze, in comune di Fiesole. Bagna poi la periferia fiorentina, si unisce con il torrente Terzolle e si getta nell'Arno subito a monte del viadotto dell'Indiano, dopo aver costeggiato il parco fiorentino delle Cascine. La sua lunghezza è di 17,5 km Ha un regime spiccatamente torrentizio, con piene insidiose in autunno. In condizioni meteorologiche particolari di forte piovosità si è assistito all'esondazione del torrente con gravi danni alle abitazioni ed alle attività commerciali circostanti. L'ultimo di questi eventi, verificatosi nel 1992, ha indotto il comune di Firenze ad una maggiore cura delle rive del fiume.
In origine il Mugnone sfociava nell'Arno nei pressi dell'attuale ponte Vecchio e la confluenza tra i due fiumi, assieme alle possibilità di guado, era stata una delle probabili cause della scelta del sito per l'edificazione della città romana.
Nel Medioevo il fiume fu deviato nei fossati prospicienti alle mura della terza cerchia. Porta San Gallo e Porta a Faenza (ora inglobata nella fortezza da Basso) erano munite all'esterno di un ponte per scavalcarne la corrente.

## Storia

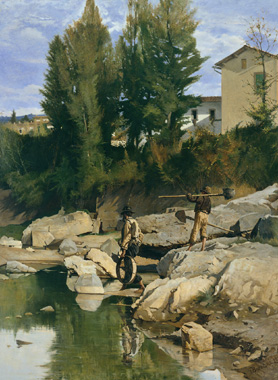
Odoardo Borrani: Renaioli nel Mugnone (1880)

Nelle ghiaie del Mugnone fuori Porta San Gallo Boccaccio ambientò la ricerca dell'elitropia (Decameron VIII, 3: "Calandrino, Bruno e Buffalmacco giù per lo Mugnone vanno cercando di trovar l'elitropia, e Calandrino se la crede aver trovata; tornasi a casa carico di pietre; la moglie il proverbia, ed egli turbato la batte, e a' suoi compagni racconta ciò che essi sanno meglio di lui").
Negli ultimi anni il comune ha provveduto a un risanamento delle condizioni generali di questo torrente, eliminando dal suo corso parecchie fonti inquinanti.
Pur costeggiando in certi tratti attività poco salubri, come la stazione ferroviaria fiorentina di Santa Maria Novella, le sue acque risultano limpide e ricche di fauna ittica e di un sempre maggior numero di uccelli stanziali e migratori, come garzette, martin pescatori, germani, nitticore e ballerina bianca.